# Laurent d’Arvieux
Laurent Chevalier d’Arvieux (* 2. Juni 1635 in Marseille; † 30. Oktober 1702 ebendort) war ein französischer Reisender, Kaufmann, späterer Diplomat. Er bereiste und beschrieb den Nahen Osten und Nordafrika, vorrangig die Länder der Levante, doch wurden seine Aufzeichnungen erst posthum veröffentlicht.

## Leben, Werk
Vieles aus dem Leben des Chevaliers ist nicht gesichertes Wissen, nicht von unabhängigen Quellen bestätigt. Er soll von 1653 bis 1664 in Sidon, heute im Libanon gelegen, seinen Hauptwohnsitz unterhalten und gemeinsam mit seinem Cousin Bertandié gearbeitet haben. Er soll im Laufe der Jahre mehrere Sprachen erlernt haben – arabisch, türkisch, persisch, hebräisch und syrisch. Er gilt als bester Kenner der Levante seiner Zeit, da er viele Reisen auch in entlegene Gegenden unternahm. 1664 wurde er vom französischen Konsul von Sidon gebeten, zugunsten der Karmeliten bei der Turabay-Dynastie, namentlich dem gegenwärtigen Emir Muhammad Bey, zu intervenieren. Der Emir und der Chevalier freundeten sich an, der Chevalier übernahm fallweise Sekretärsaufgaben für den Emir.
Nach seiner Rückkehr beriet er Molière und Jean-Baptiste Lully bei der Abfassung von deren Ballettkomödie Le Bourgeois gentilhomme. Es blieben ihm nur acht Tage, um die Kostüme und die Turbane im türkischen Stil anfertigen zu lassen. Die erste Aufführung der neuen piece fand am 14. Oktober 1670 im Château de Chambord im Loiretal statt und erfuhr heftigen Applaus seitens König Ludwig XIV. und seines Hofes.

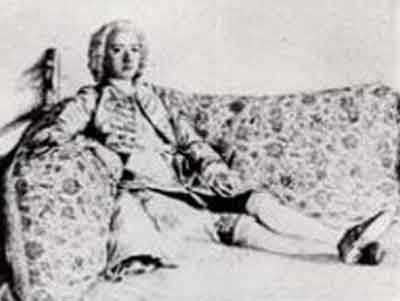
Laurent d’Arvieux, 1672

Im Jahre 1672 wurde er vom Monarchen nach Tunis entsandt und anschließend nach Konstantinopel, wo er den Marquis de Nointel (1635–1685) bei Neuverhandlungen mit dem Sultan über die Kapitulationen unterstützen sollte. Er kehrte in der Folge nach Frankreich zurück, wurde aber neuerlich entsandt, nunmehr als Konsul nach Algier und ab 1879 als Konsul nach Aleppo.
1686 kehrte er nach Marseille zurück. Er wurde zum Ritter des Lazarus-Ordens ernannt und erhielt eine Pension. Seine Familie drängte zur Heirat. Am 12. Mai 1690 ehelichte er in Montpellier eine Dame des provenzalischen Adels, Marguerite de Fabre. Die Ehe blieb kinderlos.

## Graphiken
Laurent d’Arvieux dokumentierte das Leben im Orient auch mittels Graphiken.

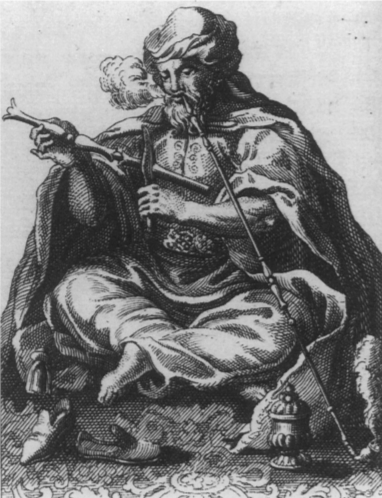
Turabay Emir Muhammad Bey, 1664
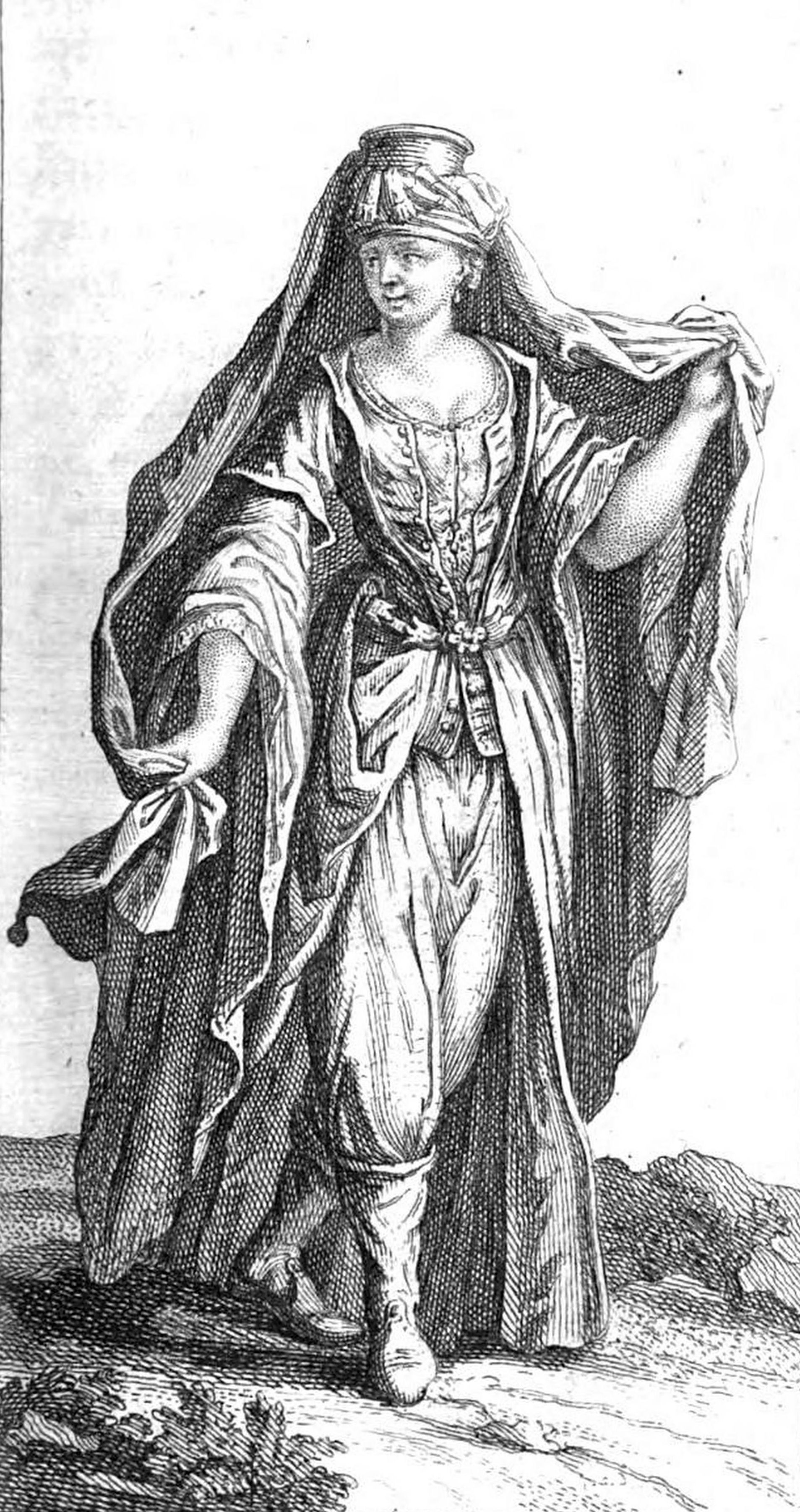
Prinzessin Ḫāṣikiyya, eine der Ehefrauen von Fachr ad-Din II.
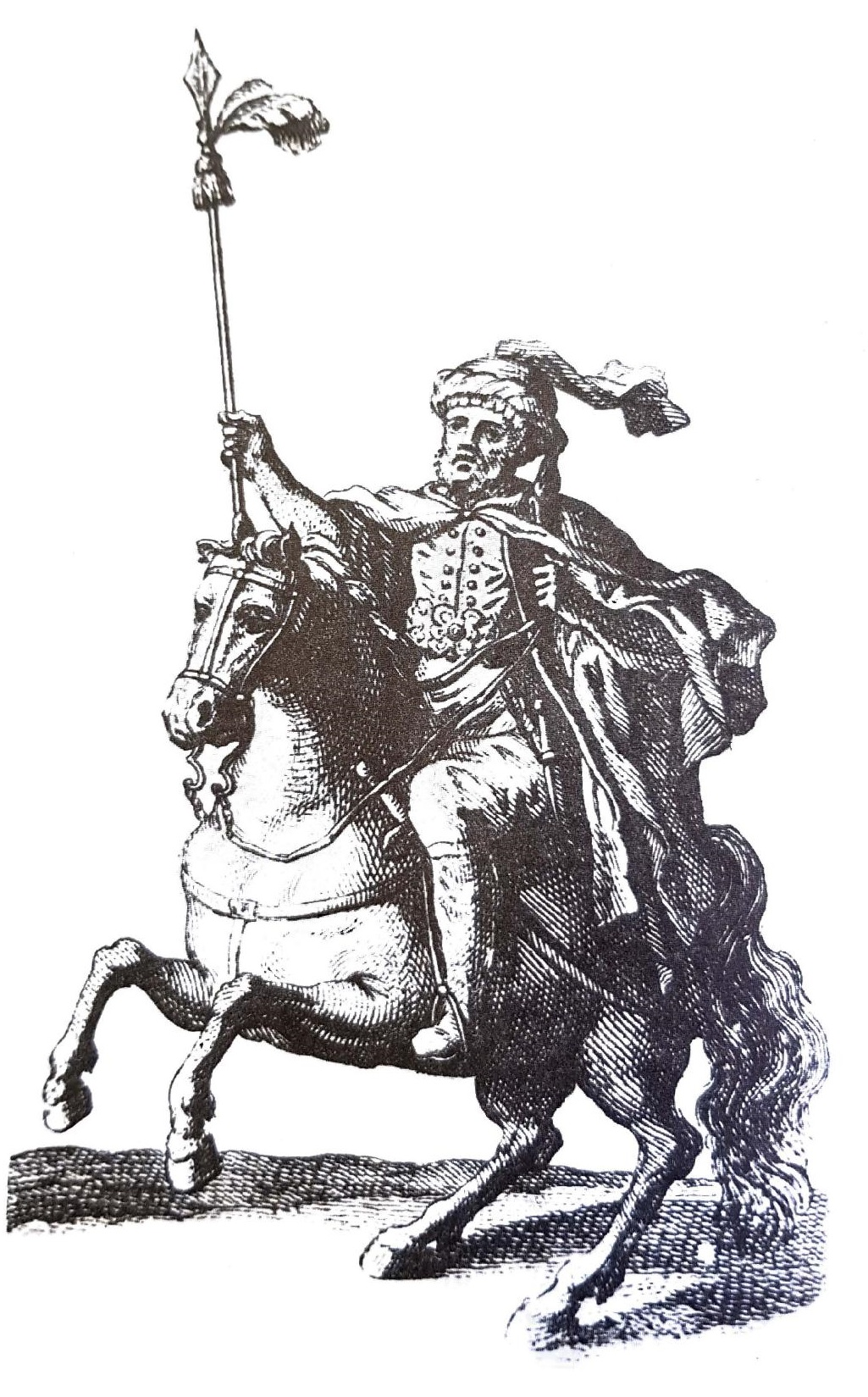
Emir Fakhr-al-Din II.

## Wirkungsgeschichte
Da die Aufzeichnungen nicht unmittelbar für eine Veröffentlichung verfasst wurden, unterlagen sie im Wesentlichen keiner Zensur oder Selbstbeschränkung. Die Orientalisten Antoine Galland und François Pétis de la Croix, beide Freunde des Chevaliers, kümmerten sich nach seinem Tod darum, dass die Manuskripte in sachkundige Hände gelangten und eine Publikation vorbereitet werden konnte.
Im Nachlass des Chevaliers fand sich das Manuskript seiner Memoiren, welche 1717 erstmals auszugsweise von Jean de la Roque (1661–1745) veröffentlicht wurden – unter dem Titel Voyage dans la Palestine. Eine 6-bändige Gesamtausgabe, herausgegeben von Jean-Baptiste Labat (1663–1738), folgte unter dem Titel Mémoires du Chevalier d’Arvieux im Jahre 1735. Ein Auszug der Memoiren auf 128 Seiten, betreffend die Reise nach Tunis, broschiert, wurde am 1. Dezember 1994 von den Editions Kimé auf den Markt gebracht und findet sich nach wie vor im Buchhandel.
Die erste englischsprachige Ausgabe, eine Übersetzung der Voyage dans la Palestine von unbekannter Hand, erschien 1718 in London. Das Werk wurde 1732 neuerlich aufgelegt, siehe HathiTrust. Im Jahre 1962 veröffentlichte der irische Historiker Warren Lewis einen Überblick über d’Arvieuxs Reisen unter dem Titel Levantine Adventurer: The Travels and Missions of the Chevalier d’Arvieux 1653–1697.
1789 brachte Ernst Friedrich Karl Rosenmüller, ein evangelischer Theologe und Orientalist, im Leipziger Verlag J. P. Haugs Wittwe eine kommentierte deutschsprachige Ausgabe heraus, „mit einem biblisch-zoologischen Anhang des Übersetzers“.

## Gedenken
Im 2e Arrondissement seiner Heimatstadt wurde ein Platz nach ihm benannt, der Place Laurent d’Arvieux.

## Ausgaben seiner Memoiren

### Französisch
- Voyage fait par ordre du roy Louis XIV., dans la Palestine, Paris 1717
- Mémoires du Chevalier d’Arvieux, 6-bändige Gesamtausgabe, Paris 1735
- Memoires du chevalier d’Arvieux, voyage à Tunis, Paris: Kimé 1994
- Le chevalier d’Arvieux, Laurent le Magnifique, un humaniste de belle humeur, hg. von Regine Goutakier, Paris, Montréal: l’Harmattan 1997

### Deutsch
- Die Sitten der Beduinen-Araber aus dem Französischen des Ritters Arvieux übersetzt und mit Anmerkungen und Zusätzen versehen von Ernst Friedrich Karl Rosenmüller, mit einem biblisch-zoologischen Anhange des Übersetzers, Leipzig 1789

### Englisch
- The Chevalier d’Arvieux’s Travels in Arabia the Desart, Written by Himself and Publish’d by Mr. De la Roque, London 1718